# Acta diurna
Acta diruna je prvi »časopis«, ki se je pojavil leta 59 pr. n. št. Njegov ustanovitelj je Julij Cezar. Poročal je o vsakodnevnem življenju Rimljanov. Dogodke so vklesali v kamnite tablice.